# حلبة القانون (مسلسل)
حلبة القانون هو مسلسل تلفزيوني عراقي تم عرض أول حلقة عام 1997. بطولة كريم عواد وانعام الربيعي وكل من محمود أبو العباس وكريم محسن وتمارة محمود وتأليف قحطان زغير وأخراج جمال عبد جاسم.

## بطولة
إنعام الربيعي، كريم عواد، محمود أبو العباس ، فؤاد شهيد، كريم محسن ، قحطان زغير، سوران علي شريف ، تمارا محمود ، ستار خضير، فلاح إبراهيم، عبد الجبار الشرقاوي، صاحب شاكر، ميمون الخالدي، مكي عواد ، عبير فريد ، فارس عجام، قاسم صبحي، ميس گمر، فلاح عبود، طارق شاكر، عبد الجبار حسن، حارث الحارثي، طلال القيسي، سلام داغر، صبحي العزاوي، مهند داود، اسعد حميد، ياس خضير، ماجد نعمه، قاسم الجنابي، عبد الرحمن عواد، امير الجبوري .
تأليف: قحطان زغير
تصوير: صباح السراج
مدير التصوير: شكيب رشيد
الإضاءة: الفت محمد مجيد
المكساج: سوسن سلمان
الخطوط: بسام حمود
مساعد في الأنتاج: محمد حسن، عمار غازي، حميد رشيد
مدير الأنتاج: كريم رحيمة
المونتاج: فرقد يوسف
أنتاج: نضال عبد الأمير، باسم خريس
أخراج: جمال عبد جاسم